# Congreso Universal de Esperanto de 1906
El 2º Congreso Mundial de Esperanto tuvo lugar del 28 de agosto al 2 de septiembre de 1906 en Ginebra, Suiza. Hubo 818 participantes de 30 países.
Durante el congreso se estableció un Comité Permanente del Congreso y se aprobó una declaración de neutralidad de los congresos de esperanto.

## Actuaciones presentadas
- La carta de recomendación de Max Maurey, con Leon Zamenhof, Carlo Bourlet, Frederic Pujulà i Vallès, jugó con gran animosidad.
- La flor del pasado de Edmondo de Amicis, con Rosa Junck, Edmond Privat
- Una agradable sorpresa de Wilhelm Frerking, con Karl Zacherl, Miss Stirn, A. Schmidheini, E. Schmidheini
- Pipamanto y sin hogar de Frederic Pujulà i Vallès presentado por el autor.

- Datos: Q3686966
- Multimedia: World Esperanto Congress 1906 / Q3686966